# Monopetalotaxis candescens
Monopetalotaxis candescens is een vlinder uit de familie wespvlinders (Sesiidae), onderfamilie Sesiinae.
Monopetalotaxis candescens is voor het eerst wetenschappelijk beschreven door Felder in 1874. De soort komt voor in het Afrotropisch gebied.